# I’m Like a Lawyer with the Way I’m Always Getting You Off
I’m Like a Lawyer with the Way I’m Always Getting You Off' to czwarty singel rockowego zespołu Fall Out Boy. Napisany został przez Patrick Stump i Pete Wentz, producentem jest Babyface, który był także odpowiedzialny za singel Thnks fr th Mmrs

## Lista utworów
1. "I'm Like a Lawyer with the Way I'm Always Trying to Get You Off (Me + You)"
2. "This Ain’t a Scene, It’s an Arms Race" (Na żywo z Hammersmith Palais)